# Усва (река)
Усва (на руски: Усьва) е река в Пермски край на Русия, Десен приток на Чусовая (ляв приток на Кама, ляв приток на Волга). Дължина 266 km. Площ на водосборния басейн 3170 km².
Река Усва води началото си от подножието на връх Хариусная на западния склон на Северен Урал, на 590 m н.в., в източната част на Пермски край. В горното течение посоката ѝ е северна и югозападна, в средното – предимно югозападна, а в долното – на юг-югоизток. Тече предимно (с изключение на долното течение) през западните предпланински райони на Урал в тясна, гъсто залесена долина, със стръмни, на места скалисти брегове. Влива се отдясно в река Чусовая (ляв приток на Кама, ляв приток на Волга), при нейния 32 km, на 116 m н.в., в чертите на град Чусовой. Основен приток Вилва (170 km, ляв). Има смесено подхранване с преобладаване на снежното с ясно изразено пролетно пълноводие в края на април и началото на май и зимно маловодие. Среден годишен отток на 87 km от устието 30,8 m³/s. Заледява се през ноември, а се размразява в края на април или началото на май. По течението ѝ са разположени 7 постоянни населени места, в т.ч. град Чусовой в устието и селището от градски тип Усва в средното течение.